# Argamasilla de Alba (kommun)
Argamasilla de Alba är en kommun i Spanien.   Den ligger i provinsen Provincia de Ciudad Real och regionen Kastilien-La Mancha, i den centrala delen av landet, 170 km söder om huvudstaden Madrid. Antalet invånare är 7 376.